# Jamie Hewlett
Jamie Christopher Hewlett (ur. 3 kwietnia 1968) – pochodzący z Wielkiej Brytanii rysownik komiksów; rozgłos zawdzięcza komiksowi pt. Tank Girl oraz członkostwu w zespole Gorillaz.
W zespole Gorillaz jest odpowiedzialny za rysowanie komiksowych postaci, których zespół używa jako swojego wizerunku.

## Prace

### Komiksy
- Tank Girl (grafika, razem z Alanem Martinem (scenariusz), w Deadline #1-20, 1988-1990)
- Sędzia Dredd: „Spock's Mock Chocs” (grafika, razem z Alanem Grantem (scenariusz) dzieląc rysunki z Brendanem McCarthym, w 2000 AD #614, 1989, zebrane w Judge Dredd: The Complete Case Files Volume 12, październik 2008)
- Sooner or Later: „Swifty's Return” (grafika, scenariusz razem z Peterem Milliganem, w 2000 AD #614-617, 1989)
- King Pant (scenariusz, grafika razem z Philipem Bondem, w A1 #2, Atomeka Press, 1989, ISBN 1-871878-11-X)
- Hellcity (grafika, scenariusz razem z Alanem Martinem, w A1 #4, Atomeka Press, 1990, ISBN 1-871878-56-X)
- Hewligan's Haircut (z Petere Milliganem, w 2000 AD #700-707, 1990, zgromadzonym w Hewligan's Haircut twarda oprawa, Sierpień 2003)
- Doom Patrol #50 (z Grantem Morrisonem, Vertigo, Grudzień 1991, zgromadzonym w Doom Patrol Volume 4: Musclebound, Sierpień 2006)
- Tank Girl: The Odyssey (grafika, scenariusz z Peterem Milliganem, czteroczęściowa mini-seria, Vertigo, 1995)

#### Okładki
- Shade, the Changing Man #14-22 (DC Comics, Sierpień 1991 - Kwiecień 1992)

### Muzyka
- Gorillaz
- Monkey: Journey To The West